# Livio Jean-Charles
Livio Philippe Jean-Charles (* 8. November 1993 in Cayenne, Französisch-Guayana) ist ein französischer Basketballspieler.

## Laufbahn
Jean-Charles wuchs in Französisch-Guayana auf, wechselte als Jugendlicher ans französische Nachwuchsleistungszentrum INSEP und unterschrieb 2011 seinen ersten Vertrag als Berufsbasketballspieler beim Erstligisten ASVEL Lyon-Villeurbanne. 2013 sicherten sich die San Antonio Spurs die Rechte am Franzosen. Er blieb jedoch vorerst bei ASVEL Lyon-Villeurbanne. In der Saison 2015/16 wurde er mit ASVEL französischer Meister, ehe er im Sommer 2016 von San Antonio mit einem Vertrag ausgestattet wurde. Allerdings schaffte er nicht den Sprung ins Mannschaftsaufgebot und wurde im Oktober 2016 aus dem vorläufigen Kader der Spurs gestrichen. Jean-Charles lief stattdessen in der Saison 2017/18 für San Antonios Ausbildungsmannschaft in der NBA D-League, die Austin Spurs, auf und erzielte in 43 Spielen im Schnitt 9,9 Punkte und 5,5 Rebounds je Begegnung.
Ende März 2017 kehrte er zu ASVEL zurück. In der Saison 2017/18 spielte er abermals für die Austin Spurs und kam in 45 Einsätzen im Durchschnitt auf 11,3 Punkte sowie 5,6 Rebounds. Im März 2018 wechselte er zu CB Málaga in die spanische Liga ACB und bestritt acht Spiele, in denen er im Schnitt 1,3 Punkte erzielte sowie 3,1 Rebounds einsammelte. Zum Spieljahr 2018/19 wechselte Jean-Charles wieder zu ASVEL, wurde in der Saison aber von Kniebeschwerden geplagt und fehlte deshalb lange, wurde aber mit der Mannschaft französischer Meister.
Im Sommer 2020 unterschrieb er einen Vertrag bei der griechischen Spitzenmannschaft Olympiakos Piräus. 2022 holte er mit Piräus den griechischen Meistertitel. Der Franzose erzielte in der Meistersaison in 27 Liga-Einsätzen im Mittel 7,1 Punkte sowie 4,1 Rebounds.
Mitte Juli 2022 meldete PBK ZSKA Moskau Jean-Charles’ Verpflichtung. Er gewann mit der Mannschaft 2024 und 2025 den Meistertitel in der Liga VTB.

### Nationalmannschaft
Jean-Charles war französischer Nationalspieler in den Altersklassen U16, U18 und U20. Im August 2017 wurde er erstmals in die A-Nationalmannschaft berufen.